# Romaniv, Peremîșleanî
Romaniv (în ucraineană Романів) este localitatea de reședință a comunei Romaniv din raionul Peremîșleanî, regiunea Liov, Ucraina.

## Demografie
Componența lingvistică a localității Romaniv
     Ucraineană (100%)
Conform recensământului din 2001, toată populația localității Romaniv era vorbitoare de ucraineană (100%).